# Aufzeichnungen zur Tilgung von Ungerechtigkeit

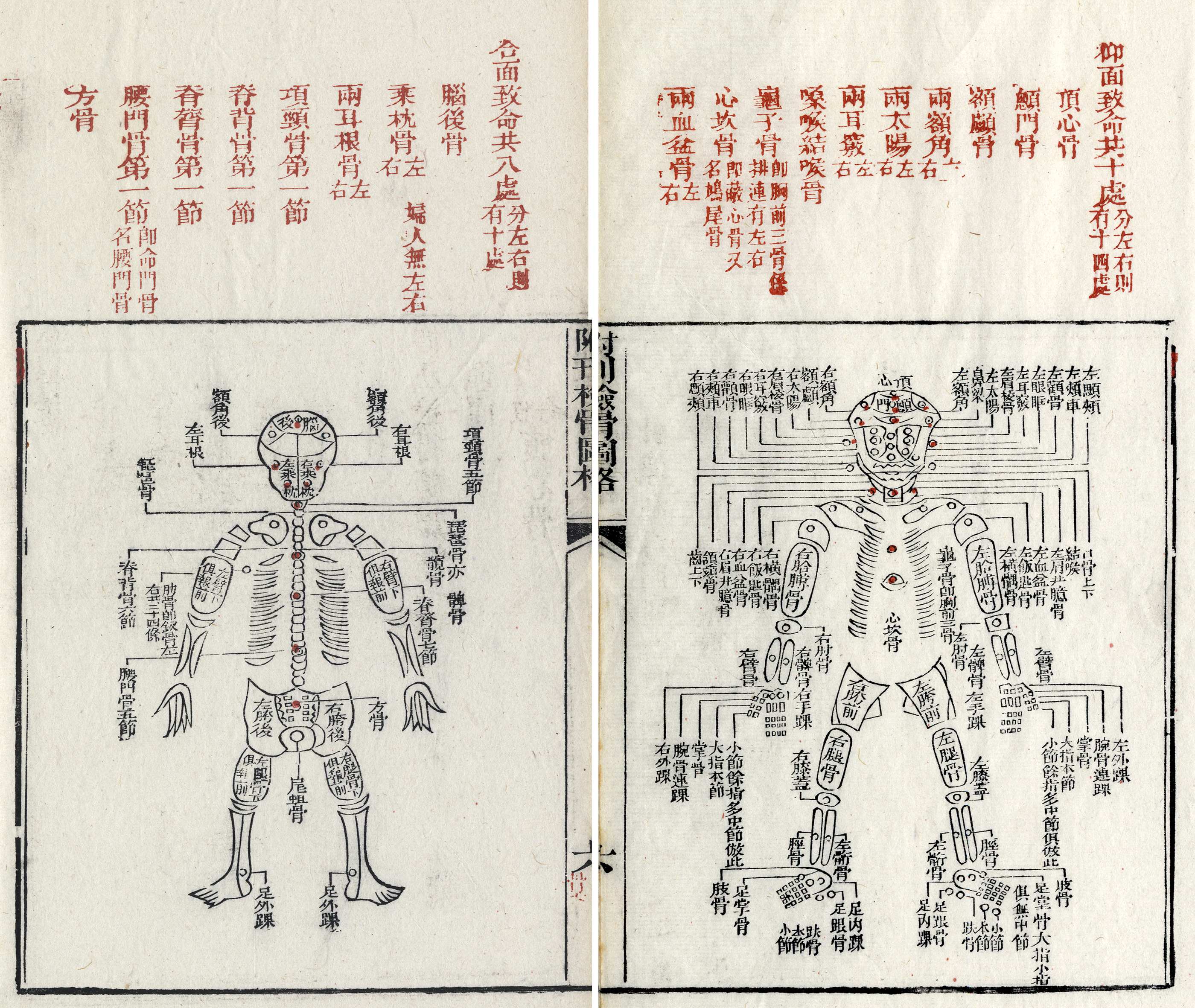
Namen der Knochen des Menschen in Song Ci: ‘Gesammelte Aufzeichnungen zur Tilgung von Ungerechtigkeiten’ (Sòng Cí: Xǐ-yuān lù jí-zhèng, Druckausgabe von 1843, herausgegeben von Ruǎn Qíxīn)

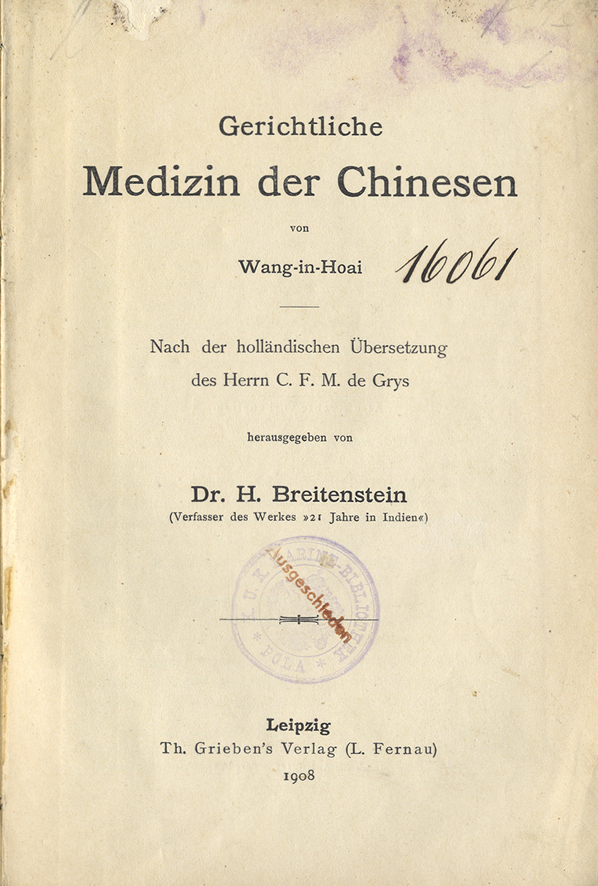
Deutsche Übersetzung von H. Breitenstein (1908)

Aufzeichnungen zur Tilgung von Ungerechtigkeit (chinesisch 洗冤录 / 洗冤錄, Pinyin Xǐ yuān lù, W.-G. Hsi Yüan Lu) oder auch Gesammelte Aufzeichnungen zur Tilgung von Ungerechtigkeit (chinesisch 洗冤集录 / 洗冤集錄, Pinyin Xǐyuān Jílù, W.-G. Hsi Yüan Chi Lu) ist ein von dem chinesischen Arzt Song Ci (chinesisch 宋慈, Pinyin Sòng Cí) der Song-Dynastie im Jahre 1247 verfasstes Handbuch für amtliche Leichenbeschauer, das der Autor schrieb, um der von ihm wiederholt beobachteten Verurteilung von Unschuldigen vorzubeugen. Dies ist das weltweit erste Werk zur Gerichtsmedizin, das seit dem 19. Jahrhundert auch das Interesse der Europäer weckte. Das Buch blieb ein Einzelfall; das nächste chinesische Werk über forensische Entomologie wurde erst 750 Jahre später veröffentlicht.

## Inhalt
Die heute erhaltene älteste Druckausgabe erschien während der Yuan-Dynastie. Sie ist in 5 Bücher mit insgesamt 53 Kapiteln gegliedert. Das erste Buch enthält die kaiserlichen Erlasse der Song-Dynastie zur Untersuchung von Körpern und Wunden. Das zweite Buch stellt die Verfahren der Leichenuntersuchung vor. Die drei folgenden Bücher beschreiben den Zustand der Leiche bei verschiedenen Todesarten sowie die Behandlungsweise bestimmter Verletzungen.
Song Ci greift historische Fallbeispiele auf, die er mit eigenen Erfahrungen verknüpft. Seine im Text erkennbaren anatomischen Kenntnisse gehen nicht über das zeitgenössische Wissen hinaus. Von bleibendem Wert jedoch waren die von ihm entwickelten Prozeduren und die Anforderungen an den zuständigen Beamten. Dieser solle die verwundete oder getötete Person nicht anderen überlassen, sondern selbst untersuchen – bei Leichen möglichst rasch, um Veränderungen durch Verwesung oder Manipulationen durch Dritte vorzukommen. Auch solle er sich nicht vom Geruch der Leiche abschrecken lassen. Falls nötig, sei die Untersuchung zu wiederholen. Den Bericht schreibe man eigenhändig mit größter Detailgenauigkeit und Sorgfalt.
Song Ci blieb nicht bei der bloßen Beobachtung. So führte er Tests an Tierleichen durch, um die Art der Wunde zu bestimmen. Wunden werden markiert, neben der Farbe, Form und Größe auch ermittelt, ob sie bis zum Knochen gehen. Blasen sind zu öffnen, da sich darunter eine Wunde befinden kann. Eine silberne Nadel wird in den Rachen eingeführt und gegebenenfalls deren Schwärzung notiert. Die Haut wird bearbeitet, um Wunden wieder sichtbar zu machen. Nicht mehr sichtbare Blutflecken an Klingen treten durch Erhitzen und Benetzung mit Essig wieder zutage. Alle Körperöffnungen werden auf heimlich eingeführte Nägel oder Nadeln überprüft. Um Verletzungen an den Knochen zu ermitteln, werden diese in einer aufwendigen Prozedur gereinigt und mit Tinte oder Öl behandelt.

## Verbreitung
Das Buch blieb ein Einzelfall; das nächste chinesische Werk über forensische Entomologie wurde erst 750 Jahre später veröffentlicht. Song Cis Buch prägte eine Reihe späterer Werke und wurde über Jahrhunderte hinweg geschätzt. In China erschienen bald ähnliche Schriften wie die von Wáng Yŭ (王與) 1308 veröffentlichen „Aufzeichnungen zur Aufhebung von Ungerechtigkeit“ (Wū-yuān lù, 無寃録). Im Jahre 1439 wurde erstmals in Korea auf Veranlassung des Königs Sejong ein Nachdruck des chinesischen Textes (Sinju Muwǒnnok, 新註無寃録) publiziert, den der Herausgeber Choe Chi-un (崔 致雲) ausgiebig kommentierte. Vier Jahre später folgte eine verbesserte Version, die dann erneut bearbeitet wurde.
Anfang der 1670er Jahre veranlasste Itakura Shigenori (板倉 重矩), seinerzeit Gouverneur von Kyōto, den ersten japanischen Nachdruck des chinesischen Textes in Japan. Weitere, in kurzer Reihenfolge gedruckte Ausgaben signalisieren das schnell wachsende Interesse an forensischer Medizin. 1736 veröffentlichte Kawai Jinbē (河合甚兵衛尚久) Auszüge in japanischer Übersetzung. Sowohl in Korea als auch in Japan wurde das Werk bis ins 19. Jahrhundert in der Forensik genutzt.
In der Frühmoderne zog das Buch auch das Interesse des Westens auf sich. 1779 stellte der in Peking lebenden französische Jesuit Pierre-Martial Cibot (1727–1780) einen kurzen Abriss des Werks als „Notice du livre Chinois Si-yuen“ vor. Den ersten englischen Bericht veröffentlichte der in Hongkong wirkende schottische Arzt William Aurelius Harland (1822–1858) im Jahre 1855 unter dem Titel „Notice on a Chinese Work on Medical Jurisprudence, entitled Se-yueh-lu“. Nur wenige Jahre darauf erschien die „Geregtelijke Geneeskunde“ des niederländischen Militärpharmazisten, Sinologen, Vizekonsuls in Amoy und Übersetzers Carolus Franciscus Martinus de Grijs (1832–1902). 1908 gab der Militärarzt Heinrich Breitenstein die „Gerichtliche Medizin der Chinesen von Wang-in-Hoai“ heraus. Breitenstein hatte sich allerdings dieser Mühe nur unterzogen, „um dem Leser einen Einblick in die Verbrechen und Laster dieses Volkes“ zu ermöglichen. Durch das Studium der „Gerichtlichen Medizin“ sei es ihm endlich gelungen, den Charakter der medizinischen Wissenschaft in China zu ergründen: „eine rohe Empirie, welche sich auf reinen Animismus“ stütze (S. VI). Im folgenden Jahr veröffentlichte Charles Henry Litolff (1865–1951) eine über acht Nummern der Revue Indochinoise  verteilte französische Übersetzung einer Ausgabe, die er in Vietnam gefunden hatte. Eine von dem Sinologen Herbert Allen Giles (1845–1935) angefertigte englische Übersetzung „The Hsi Yüan Lu, or Instructions to Coroners“ erschien 1924 in der China Review. Weitere englische Ausgaben folgten im Laufe des 20. Jahrhunderts.

## Übersetzungen in westliche Sprachen
- Notice du livre chinois Si-yuen. In: Mémoires concernant l’histoire, les sciences, les arts, les moeurs, les usages, etc. des Chinois par les missionnaires de Pe-Kin. Paris 1791, Band 4, S. 421-440 (Digitalisat (Google Books)).
- W. A. Harland: Records of Washing away of Injuries. Hong Kong 1855.
- Geregtelyke geneeskunde, uit het chineesch vertaald door C. F. M. de Grijs. In: Verhandelingen van het Bataviaasch Genootschap van Kunsten en Wetenschappen. Band 30, 3. Stück, 1863, 118pp.
- Gerichtliche Medizin der Chinesen von Wang-in-Hoai - Nach der holländischen Übersetzung des Herrn C.F.M. de Grys herausgegeben von Dr. H. Breitenstein. Th. Grieben (L. Fernau), Leipzig 1908. 174 Seiten (Digitalisat).
- Ernest Martin, Exposé des principaux passages contenus dans le Hsi Yuan Lu. In: Revue d’Extrême-Orient. Band 3, 882, S. 333-380, und Band 4, S. 596–625.
- Charles Henry Litolff: Médecine légale sino-vietnamienne - le livre de la réparation des torts. In: Revue Indochinoise. 6, 1909, S. 531-565; 7, S. 676-703; 8, S. 767-787; 9, S. 881-905; 10, S. 1017-32; 11, S. 1107-1113; 12, S. 1217-1224. 1, 1910, S. 418-427.
- H. A. Giles: The Hsi Yüan Lu, or Instructions to Coroners. In: Proceedings of the Royal Society of Medicine. Band 17, 1924, S. 59–107.
- Song Ci: Egy kínai halottkém feljegyzései. (Ungarische Übersetzung von Tokaji Zsolt) Quattrocento Kiadó. Budapest 2013, ISBN 978-963-366-618-0.